# Україна на Чемпіонаті світу з легкої атлетики 2022
Україна на Чемпіонаті світу з легкої атлетики 2022, що проходив з 15 по 24 липня у Юджині, була представлена у 14 (з 49) дисциплін програми чемпіонату командою у складі 22 спортсменів (4 чоловіки та 18 жінок).

## Призери
| Дисципліна       | Призер                 | Медаль | Дата     |
| ---------------- | ---------------------- | ------ | -------- |
| Стрибки у висоту | Ярослава Магучіх (Днп) | 2      | 19 липня |
| Стрибки у висоту | Андрій Проценко (Хрс)  | 3      | 18 липня |

## Кадрові рішення
Збірна України була представлена командою у складі 22 спортсменів (4 чоловіки та 18 жінок). Окрім цього українська збірна мала 11 квот, які не були використані. Серед них: чемпіон Європи з метання спису серед юніорів Артур Фельфнер; марафонці Вікторія Калюжна, Наталія Легенькова та Богдан-Іван Городиський; спортивні ходоки Іван Лосєв, Едуард Забуженко, Мар'ян Закальницький, Антон Радько, Марія Сахарук, Тамара Гаврилюк та Інна Лосева, а також чоловіча естафета 4×100 метрів та змішана естафета 4×400 метрів.

## Результати

### Чоловіки

#### Технічні дисципліни
| Дисципліна            | Атлет               | SB перед чемпіонатом | Кваліфікація | Кваліфікація | Фінал                 | Фінал |
| Результат             | Місце               | Результат            | Місце        |              |                       |       |
| --------------------- | ------------------- | -------------------- | ------------ | ------------ | --------------------- | ----- |
| Стрибки у висоту      | Олег Дорощук (Крв)  | 2,24                 | 2,25 PB      | 15           | До фіналу не потрапив |       |
| Андрій Проценко (Хрс) | 2,26                | 2,28 SB q            | =1           | 2,33 SB      | 3                     |       |
| Метання молота        | Михайло Кохан (Днп) | 78,09                | 77,58 Q      | 8            | 78,83 SB              | 7     |
| Штовхання ядра        | Роман Кокошко (Од)  | 21,23                | 20,02        | 15           | До фіналу не потрапив |       |

### Жінки

#### Бігові дисципліни
| Дисципліна                    | Атлет | SB перед чемпіонатом | Забіг      | Забіг    | Півфінал                          | Півфінал               | Фінал | Фінал |
| Час                           | Місце | Час                  | Місце      | Час      | Місце                             |                        |       |       |
| ----------------------------- | --- | -------------------- | ---------- | -------- | --------------------------------- | ---------------------- | ----- | ----- |
| біг на 800 метрів             | Ольга Ляхова (Пл) | 2:00.39              | 2:02.16    | 28       | До наступних раундів не потрапила |                        |       |       |
| біг на 400 метрів з бар'єрами | Анна Рижикова (Днп)                                                                                                   | 54.50                | 54.93 Q    | 10       | 54.51 Q                           | 12                     | 54.93 | 8     |
| Вікторія Ткачук (Днц)         | 54.81 | 55.27 Q              | 16         | 54.24 SB | 10                                | До фіналу не потрапила |       |       |
| естафета 4×400 метрів         | Катерина Карпюк (Рв) Анастасія Бризгіна (Днп) Вікторія Ткачук (Днц) Анна Рижикова (Днп) Мар'яна Шостак (Лв) (запасна) | —                    | 3:29.25 SB | 9        |                                   | До фіналу не потрапили |       |       |
| біг на 3000 м з перешкодами   | Наталія Стребкова (Тр)                                                                                                | 9:33.11              | 9:25.75    | 22       | До фіналу не потрапила            |                        |       |       |

#### Спортивна ходьба
| Дисципліна                | Атлетка              | SB перед чемпіонатом | Результат | Результат |
| Час                       | Місце                |                      |           |           |
| ------------------------- | -------------------- | -------------------- | --------- | --------- |
| Спортивна ходьба на 20 км | Ганна Шевчук (ІФ)    | —                    | 1:31:42   | 12        |
| Людмила Оляновська (Кв)   | —                    | DNF                  | DNF       |           |
| Олена Собчук (Вл)         | 1:30:59              | 1:31:19              | 11        |           |
| Спортивна ходьба на 35 км | Надія Боровська (Вл) | —                    | DNF       | DNF       |

#### Технічні дисципліни
| Дисципліна             | Атлетка                  | SB перед чемпіонатом | Кваліфікація | Кваліфікація           | Фінал                  | Фінал |
| Результат              | Місце                    | Результат            | Місце        |                        |                        |       |
| ---------------------- | ------------------------ | -------------------- | ------------ | ---------------------- | ---------------------- | ----- |
| Стрибки у висоту       | Юлія Левченко (Квм)      | 1,95                 | 1,90         | 15                     | До фіналу не потрапила |       |
| Ярослава Магучіх (Днп) | 2,03                     | 1,93 q               | =1           | 2,02                   | 2                      |       |
| Ірина Геращенко (Квм)  | 1,98                     | 1,93 q               | =1           | 2,00 PB                | 4                      |       |
| Стрибки з жердиною     | Яна Гладійчук (Квм)      | 4,50                 | 4,35         | 23                     | До фіналу не потрапила |       |
| Марина Килипко (Хрк)   | 4,45                     | 4,35                 | 16           | До фіналу не потрапила |                        |       |
| Стрибки у довжину      | Марина Бех-Романчук (Хм) | 6,86                 | 6,81 Q       | 4                      | 6,82                   | 8     |
| Потрійний стрибок      | 14,73                    | 14,54 Q              | 2            | 13,91                  | 11                     |       |
| Метання молота         | Ірина Климець (Вл)       | 70,41                | 68.12        | 22                     | До фіналу не потрапила |       |